# Liste der Monuments historiques in Sézanne
Die Liste der Monuments historiques in Sézanne führt die Monuments historiques in der französischen Gemeinde Sézanne auf.

## Liste der Immobilien
| Bezeichnung     | Beschreibung                    | Standort                        | Kennzeichnung | Schutzstatus | Datum | Bild           |
| --------------- | ------------------------------- | ------------------------------- | ------------- | ------------ | ----- | -------------- |
| Markthalle      | 1892 erbaut                     | Place de la Halle (Lage)        | PA00078858    | Inscrit      | 1988  | weitere Bilder |
| Wohnhaus        | vom Ende des 18. Jahrhunderts   | 3 place du Champ-Benoist (Lage) | PA00078857    | Inscrit      | 1979  |                |
| Brunnen         | aus dem 16. Jahrhundert         | Place du Puits-Doré (Lage)      | PA00078859    | Classé       | 1911  |                |
| Kirche St-Denis | aus dem 15. und 16. Jahrhundert | Place de la République (Lage)   | PA00078856    | Classé       | 1911  | weitere Bilder |

## Liste der Objekte
| Bezeichnung                                                       | Beschreibung                                                                                               | Standort                         | Kennzeichnung | Schutzstatus    | Datum  | Bild           |
| ----------------------------------------------------------------- | --- | -------------------------------- | ------------- | --------------- | ------ | -------------- |
| Gemälde Vision des heiligen Antonius                              | Ölfarbe auf Leinwand, 17. Jahrhundert, von Claude François (Frère Luc)                                     | in der Krankenhauskapelle (Lage) | PM51001046    | Classé          | 1964   |                |
| Gemälde Kreuzabnahme                                              | Ölfarbe auf Leinwand, 17. Jahrhundert, von Claude François (Frère Luc)                                     | in der Krankenhauskapelle (Lage) | PM51001047    | Classé          | 1964   |                |
| Gemälde Porträt von Charles Voillot                               | Ölfarbe auf Leinwand, 17. Jahrhundert, von Claude François (Frère Luc)                                     | in der Krankenhauskapelle (Lage) | PM51001048    | Classé          | 1964   |                |
| Gemälde Stigmatisierung des heiligen Franziskus                   | Ölfarbe auf Leinwand, 17. Jahrhundert, von Claude François (Frère Luc)                                     | in der Krankenhauskapelle (Lage) | PM51001045    | Classé          | 1964   |                |
| Gemälde Heiliger Vinzenz von Paul                                 | Ölfarbe auf Leinwand, 17. Jahrhundert, von Claude François (Frère Luc)                                     | im Krankenhaus (Lage)            | PM51001052    | Classé          | 1965   |                |
| Gemälde Vision des heiligen Franziskus durch Papst Nikolaus V.    | Ölfarbe auf Leinwand, 17. Jahrhundert, von Claude François (Frère Luc)                                     | in der Krankenhauskapelle (Lage) | PM51001043    | Classé          | 1964   |                |
| Gemälde Die heilige Klara triff auf die Sarazenen                 | Ölfarbe auf Leinwand, 17. Jahrhundert, von Claude François (Frère Luc)                                     | in der Kirche St-Denis (Lage)    | PM51001051    | Classé          | 1965   |                |
| Rekollekten-Retabel                                               | Retabel des Hauptaltars; Nussbaumholz, Ölfarbe auf Holz und Leinwand, 1672 von Claude François (Frère Luc) | in der Krankenhauskapelle (Lage) | PM51001041    | Classé          | 1964   |                |
| Gemälde Christus diktiert dem heiligen Franziskus die Ordensregel | Ölfarbe auf Leinwand, 17. Jahrhundert, von Claude François (Frère Luc)                                     | in der Krankenhauskapelle (Lage) | PM51001044    | Classé          | 1964   |                |
| Gemälde Der heilige Franziskus verlässt sein Elternhaus           | Ölfarbe auf Leinwand, 17. Jahrhundert, von Claude François (Frère Luc)                                     | in der Krankenhauskapelle (Lage) | PM51001042    | Classé          | 1964   |                |
| Skulptur Der gute Hirte                                           | Stein, 16. Jahrhundert                                                                                     | in der Kirche St-Denis (Lage)    | PM51001619    | Classé gelöscht | ? 1959 |                |
| Skulptur Frauenkopf                                               | Stein, 16. Jahrhundert                                                                                     | in der Kirche St-Denis (Lage)    | PM51001620    | Classé gelöscht | ? 1959 |                |
| Prozessionsstab Heiliger Vinzenz                                  | Holz, 18. Jahrhundert; Aufsatz 2001 gestohlen                                                              | in der Kirche St-Denis (Lage)    | PM51001055    | Classé          | 1974   |                |
| Skulptur Johannes der Täufer                                      | Stein, 16. Jahrhundert (im Bild rechts)                                                                    | in der Kirche St-Denis (Lage)    | PM51003317    | Inscrit         | 1991   |                |
| Grabstein für Jacques Cordelier                                   | Stein, 17. Jahrhundert                                                                                     | in der Kirche St-Denis (Lage)    | PM51003315    | Inscrit         | 1991   |                |
| Grabstein für Claude Prailly                                      | Stein, bezeichnet 1652                                                                                     | in der Kirche St-Denis (Lage)    | PM51003313    | Inscrit         | 1991   |                |
| Grabstein für Renée Pasquier                                      | Stein, Anfang des 17. Jahrhunderts                                                                         | in der Kirche St-Denis (Lage)    | PM51003314    | Inscrit         | 1991   |                |
| Gemälde Christus am Kreuz                                         | Ölfarbe auf Leinwand, 17. Jahrhundert, Philippe de Champaigne zugeschrieben                                | in der Kirche St-Denis (Lage)    | PM51001049    | Classé          | 1965   |                |
| Skulptur Heiliger Eligius                                         | Holz, farbig gefasst, 19. Jahrhundert                                                                      | in der Kirche St-Denis (Lage)    | PM51002714    | Inscrit         | 1977   |                |
| Skulptur Christus                                                 | Holz, 16. Jahrhundert                                                                                      | in der Kirche St-Denis (Lage)    | PM51001039    | Classé          | 1911   |                |
| Skulptur einer Heiliger                                           | Stein, 16. Jahrhundert (im Bild links)                                                                     | in der Kirche St-Denis (Lage)    | PM51003318    | Inscrit         | 1991   |                |
| Skulptur Christus in der Rast                                     | Holz, 16. Jahrhundert; 2008 gestohlen                                                                      | in der Kirche St-Denis (Lage)    | PM51001038    | Classé          | 1911   |                |
| Zwei Tischbeine                                                   | Holz, Ende des 16. Jahrhunderts                                                                            | in der Kirche St-Denis (Lage)    | PM51001040    | Classé          | 1911   |                |
| Skulptur eines franziskanischen Heiligen                          | Holz, 15. Jahrhundert (in der Bildmitte)                                                                   | in der Kirche St-Denis (Lage)    | PM51001057    | Classé          | 1974   |                |
| Chorgestühl                                                       | Holz, 18. Jahrhundert                                                                                      | in der Kirche St-Denis (Lage)    | PM51002031    | Inscrit         | 1974   |                |
| Hauptaltar (1)                                                    | Holz, farbig gefasst und vergoldet, 18. Jahrhundert                                                        | in der Kirche St-Denis (Lage)    | PM51001036    | Classé          | 1908   | weitere Bilder |
| Wandgemälde Verklärung des Herrn                                  | Fresko, 1740                                                                                               | in der Kirche St-Denis (Lage)    | PM51001037    | Classé          | 1911   |                |
| Schrank (1)                                                       | Holz, 18. Jahrhundert                                                                                      | in der Krankenhauskapelle (Lage) | PM51003210    | Inscrit         | 1982   |                |
| Gemälde Leichnam Christi                                          | Ölfarbe auf Leinwand, um 1675, von Claude François (Frère Luc)                                             | in der Krankenhauskapelle (Lage) | PM51003544    | Inscrit         | 2015   |                |
| Gemälde Abendmahl                                                 | Ölfarbe auf Leinwand, 18. Jahrhundert; nach Peter Paul Rubens                                              | in der Kirche St-Denis (Lage)    | PM51003316    | Inscrit         | 1991   |                |
| Kirchenfenster                                                    | insgesamt zwölf Fenster, bezeichnet 1547 und 1548                                                          | in der Kirche St-Denis (Lage)    | PM51001032    | Classé          | 1911   | weitere Bilder |
| Altarbaldachin                                                    | Stein 16. Jahrhundert; Verbleib unbekannt                                                                  | in der Kirche St-Denis (Lage)    | PM51001033    | Classé          | 1911   |                |
| Türflügel des Hauptportals und zur Sakristei                      | Holz, 16. Jahrhundert                                                                                      | in der Kirche St-Denis (Lage)    | PM51001034    | Classé          | 1911   |                |
| Bilderrahmen                                                      | Holz, 17. Jahrhundert                                                                                      | in der Kirche St-Denis (Lage)    | PM51001054    | Classé          | 1974   |                |
| Sessel                                                            | Holz, 18. Jahrhundert; im Pfarrhaus deponiert                                                              | in der Kirche St-Denis (Lage)    | PM51001056    | Classé          | 1974   |                |
| Hauptaltar (2)                                                    | Altartisch; Holz, 18. Jahrhundert                                                                          | in der Krankenhauskapelle (Lage) | PM51001058    | Classé          | 1984   |                |
| Orgel                                                             | Haupteintrag für PM51001035                                                                                | in der Kirche St-Denis (Lage)    | PM51001768    | Classé          | 1908   |                |
| Orgelprospekt und -empore                                         | um 1615 gebaut                                                                                             | in der Kirche St-Denis (Lage)    | PM51001035    | Classé          | 1908   |                |
| Gemälde Mutter und Tochter                                        | Ölfarbe auf Leinwand, Anfang des 19. Jahrhunderts                                                          | in der Krankenhauskapelle (Lage) | PM51003211    | Inscrit         | 1982   |                |
| Skulptur eines sitzenden Engels (1)                               | Holz, 16. Jahrhundert                                                                                      | in der Kirche St-Denis (Lage)    | PM51001621    | Classé gelöscht | ? 1959 |                |
| Skulptur eines sitzenden Engels (2)                               | Holz, 16. Jahrhundert                                                                                      | in der Kirche St-Denis (Lage)    | PM51001050    | Classé          | 1965   |                |
| Kantorenbänke                                                     | Holz, 17. Jahrhundert                                                                                      | in der Krankenhauskapelle (Lage) | PM51003207    | Inscrit         | 1982   |                |
| Wandvertäfelung des Chorraums                                     | Holz, 17. Jahrhundert                                                                                      | in der Krankenhauskapelle (Lage) | PM51003208    | Inscrit         | 1982   |                |
| Modelle der Kirche St-Denis                                       | Holz, Karton, Papier, Ende des 19. Jahrhunderts                                                            | in der Kirche St-Denis (Lage)    | PM51003312    | Inscrit         | 1991   |                |
| Schrank (2)                                                       | Holz, 18. Jahrhundert                                                                                      | in der Krankenhauskapelle (Lage) | PM51003209    | Inscrit         | 1982   |                |
| Skulptur eines musizierenden Engels                               | Holz, 18. Jahrhundert                                                                                      | in der Kirche St-Denis (Lage)    | PM51001053    | Classé          | 1974   |                |
| Kruzifix                                                          | Holz, 18. Jahrhundert                                                                                      | in der Kirche St-Denis (Lage)    | PM51003319    | Inscrit         | 1991   |                |
| Skulptur Heiliger Fiacrius                                        | Holz, farbig gefasst, 18. Jahrhundert                                                                      | in der Kirche St-Denis (Lage)    | PM51002713    | Inscrit         | 1977   |                |
| Skulptur Madonna mit Kind                                         | Holz, 18. Jahrhundert                                                                                      | in der Kirche St-Denis (Lage)    | PM51002712    | Inscrit         | 1977   |                |
| Skulptur Heiliger Vinzenz                                         | Holz, farbig gefasst, 17. Jahrhundert                                                                      | in der Kirche St-Denis (Lage)    | PM51002715    | Inscrit         | 1877   |                |
| Tabernakel des Hauptaltars                                        | Holz, farbig gefasst und vergoldet, 18. Jahrhundert                                                        | in der Krankenhauskapelle (Lage) | PM51001059    | Classé          | 1984   |                |